# Synagoge Mishkan Shalom

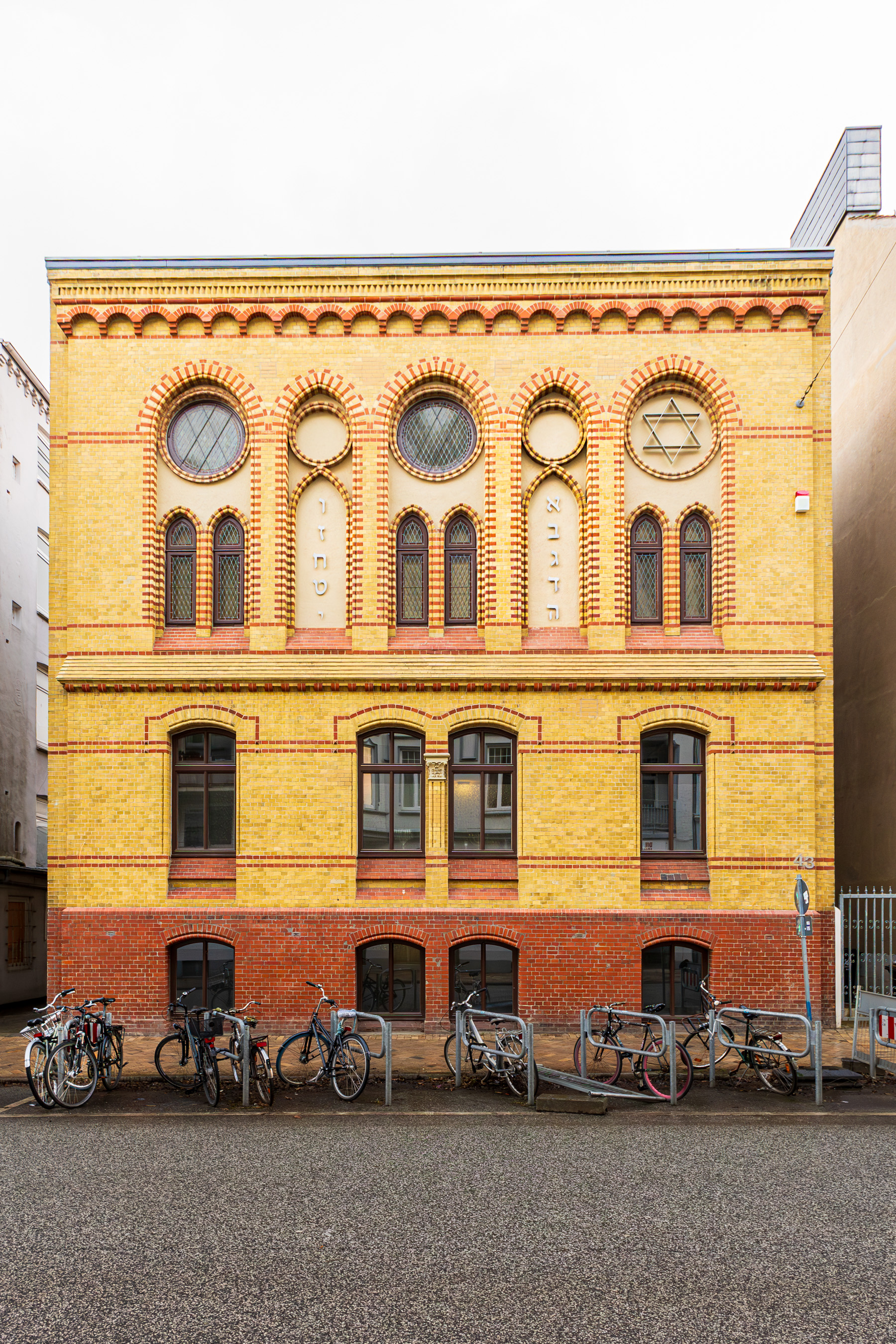
Die Synagoge Mishkan Shalom an der Waitzstraße.

Die Synagoge Mishkan Shalom in Kiel wird seit 2019 von der liberalen Jüdischen Gemeinde Kiel genutzt. Das Gebäude selbst wurde 1891 errichtet. Sie ist die dritte Synagoge der in der Zeit des Nationalsozialismus untergegangenen jüdischen Gemeinde Kiel und ihrer Rechtsnachfolgerin, der liberalen jüdischen Gemeinde mit ihren mehr als 250 Mitgliedern. Die Gemeinde weihte die Synagoge am 27. Mai 2024 im Beisein zahlreicher Vertreter aus Politik, Gesellschaft und von verschiedenen Religionsgemeinschaften ein.
Neben dieser gibt es in Kiel noch die Synagoge der orthodoxen jüdischen Gemeinde Kiel mit derzeit 460 Mitgliedern.

## Name
Der Name der Synagoge, Mishkan Shalom, ist ein hebräischer Ausdruck und bedeutet Haus oder Wohnstätte des Friedens (siehe auch Mischkan, hebräisch מִשְׁכָּן miškān, deutsch Wohnung, Wohnstatt, Stiftshütte).

## Geschichte
Ende des 17. Jahrhunderts ließen sich erstmals Juden in Kiel nieder. Die öffentliche Religionsausübung war ihnen zu dieser Zeit verboten, Gottesdienste nur in privat eingerichteten Betstuben möglich. Von 1766 bis 1796 hatte sie dafür zwei Räume angemietet.
Eine erste Synagoge richtete die Gemeinde nach 1796 im ehemaligen Universitätskaffeehaus an der Kehdenstraße 12 ein. Etwa 100 Jahre später ließ die Gemeinde einen dreistöckigen Synagogenbau in der Haßstraße errichten und weihte diesen Ende Dezember 1869 ein. Das Backsteingebäude war mit einem Betsaal für 85 Männer und einer Frauenempore ausgestattet. Der Thoraschrein befand sich in einem Fassadenerker. Auch eine Mikwe, das Tauchbad zur rituellen Reinigung, gehörte zur Synagoge.
Zu dieser Zeit wuchs die israelitische Gemeinde rasant auf eine Größe von etwa 600 Mitgliedern, sodass schon bald ein Neubau nötig wurde. Diesen finanzierte die Gemeinde aus eigenen Mitteln, Spenden sowie dem Verkaufserlös des Grundstücks in der Haßstraße. Am 2. Januar 1910 wurde die Synagoge an der Goethestraße in Gegenwart des Oberbürgermeisters Paul Fuß und des Oberrabbiners aus Wandsbek ihrer Bestimmung übergeben.
Angehörige der SS und SA plünderten und verwüsteten die Synagoge während der Reichspogromnacht vom 9. auf den 10. November 1938. Im Dezember 1938 kaufte die Stadt das Gebäude für 19850 Reichsmark, von denen die jüdische Gemeinde jedoch nichts erhielt. Im April 1939 ließ die Stadt das Gebäude abreißen.
Der letzte, bis Anfang der 1940er Jahre benutzte Betsaal befand sich auf dem Grundstück des 1913 aus Ostgalizien zugewanderten Produktenhändlers Alter Weber am Feuergang 2 im Gängeviertel und damit dort, wo heute die Wunderino Arena (die ehemalige Ostseehalle) mit Tiefgarage und Vorplatz steht. Danach und auch nach dem Ende des Krieges gab es bis um 1990 kaum jüdisches Leben in Kiel. Es lebten nur wenige Juden in der Stadt und ihre Zahl sank stetig. 1961 gab es, so weit bekannt, nur noch 27 Juden in der Stadt. Das führte dazu, dass die Verwaltung der jüdischen Belange für Schleswig-Holstein Ende der 1960er Jahre an die Jüdische Gemeinde in Hamburg übertragen wurde. Die Religion wurde seither in Kiel nicht öffentlich praktiziert.
Mit dem Zusammenbruch des Ostblocks und der darauffolgenden Einwanderung osteuropäischer Juden nach Deutschland erstarkte das jüdische Leben in Kiel wieder. 1995 wurde in Kiel das „Jüdische Bildungs-, Kultur- und Sozialwerk“ gegründet, und 1997 lud der von Hamburg neu berufene Kantor Daniel Katz die etwa 250 Juden in Kiel zum ersten jüdischen Gottesdienst nach der Zerstörung des letzten Betsaals der Jüdischen Gemeinde.
Die seinerzeit etwa 550 Juden in der Stadt sowie die regelmäßig stattfindenden Gottesdienste führten am 18. April 2004 zur Neugründung einer eigenständigen Jüdischen Gemeinde Kiel, die dem Landesverband der Jüdischen Gemeinden von Schleswig-Holstein angehört. Die ehemalige jüdische Gemeinde Kiel, die bis zu ihrer Zerstörung am 9. November 1938 in der Synagoge in der Goethestraße betete, gehörte ebenfalls dem liberalen Judentum an. Im Oktober 2004 gründete sich mit der orthodoxen eine zweite Gemeinde. Beide Kieler Gemeinden sind seit 2005 Mitglieder im Zentralrat der Juden in Deutschland.
Die liberale jüdischen Gemeinde war zunächst provisorisch in Räumen am Dreiecksplatz und an der Eckernförder Straße untergebracht. Im August mietete sie ein Objekt in der Jahnstraße am Schrevenpark und nutzte diese als Gemeindezentrum und Synagoge. Diese weihte sie am 31. August 2008 mit der feierlichen Einbringung einer eigenen Thora ein. Der Mietvertrag für das Gebäude lief zum Jahresbeginn 2019 aus. An einer Verlängerung war die wachsende Gemeinde nicht interessiert. Sie war bereits seit etwa 2009 auf der Suche nach einem bezahlbaren, zentral gelegenem und geräumigeren Objekt mit mehr Nutzungsmöglichkeiten.
Dieses wurde schließlich im August 2018 in einem historischen Haus in der Kieler Waitzstraße gefunden. Das Haus mit hohen Bogen- und Rundfenstern war 1891 von der Burschenschaft Teutonia errichtet worden und steht als ehemaliges Verbindungshaus unter Denkmalschutz. Während des Ersten Weltkriegs konnte es nicht mehr unterhalten werden und musste von der Verbindung erst vermietet und später verkauft werden. Von 1919 bis 2019 nutzte eine Freikirche das Gebäude. Derzeitiger Eigentümer ist eine Privatperson. Mit ihm konnte die Gemeinde einen langfristigen Mietvertrag mit der Möglichkeit eines späteren Ankaufes unterzeichnen. Finanziert wurde die Anmietung und der Umbau des Gebäudes aus Eigenmitteln und aus Zuweisungen des Landes Schleswig-Holstein. Dieses hatte im Haushalt 2019 rund 500.000 Euro aus dem Infrastrukturmodernisierungsprogramm Impuls für Bau- und Sanierungsmaßnahmen der beiden jüdischen Gemeinden in Kiel eingeplant. Darüber hinaus gewähren die Landesregierung Schleswig-Holstein und die Stadt Kiel der Gemeinde jeweils 50.000 Euro Mietzuschuss.
Mittelfristig denkt die Gemeinde über die Einrichtung einer Mikwe nach. Bisher müssen Mitglieder der jüdischen Gemeinde nach Bad Segeberg reisen, wo sich das zurzeit einzige Ritualbad in Schleswig-Holstein befindet.
Die Gemeinde weihte die Synagoge am 27. Mai 2024 im Beisein zahlreicher Vertreter aus Politik, Gesellschaft und von verschiedenen Religionsgemeinschaften ein.